# Grímnismál
Grímnismál er det fjerde gudedigt i Codex Regius. Digtet er en af de primære kilder til den nordiske mytologi og regnes som en del af ældre Edda. Digtet er også bevaret i Codex Regius og AM 748 I 4to.
Digtet fortælles af Grímnir, de rer en af Odins mange forklædninger. Selve navnet Grímnir indikerer også en maske eller hætte. Kong Geirrød torturerer Grímnir, hvilket bliver en fatal fejl for ham, da Odin får ham til at falde på sit eget sværd. Digtet er hovedsageligt skrevet på versemålet ljóðaháttr.